# Hotspot (album)
Pour les articles homonymes, voir Hotspot.
Albums de Pet Shop Boys
Inner Sanctum
(2019) Discovery: Live in Rio 1994
(2021)
Singles
1. Dreamland
Sortie : octobre 2019
2. Burning the Heather
Sortie : décembre 2019
3. Monkey Business
Sortie : février 2020
4. I Don't Wanna
Sortie : avril 2020

Hotspot est le quatorzième album studio du duo britannique de synthpop Pet Shop Boys sorti le 24 janvier 2020.
Enregistré pour une bonne partie au Studio Hansa à Berlin, il est produit, comme les deux précédents albums, par Stuart Price,.

## Liste des chansons
Toutes les chansons sont écrites et composées par Neil Tennant et Chris Lowe sauf mentions.
| 1.  | Will-o-the-Wisp                     |                                              | 4:28 |
| 2.  | You Are the One                     |                                              | 3:35 |
| 3.  | Happy People                        |                                              | 3:51 |
| 4.  | Dreamland (featuring Years & Years) | - Neil Tennant - Chris Lowe - Olly Alexander | 3:26 |
| 5.  | Hoping for a Miracle                |                                              | 5:00 |
| 6.  | I Don't Wanna                       |                                              | 4:02 |
| 7.  | Monkey Business                     | - Tennant - Lowe - Stuart Price              | 4:08 |
| 8.  | Only the Dark                       |                                              | 3:38 |
| 9.  | Burning the Heather                 |                                              | 5:27 |
| 10. | Wedding in Berlin                   |                                              | 4:42 |

| 11. | Dreamland (TWD vocal remix)              | - Tennant - Lowe - Alexander | 5:06 |
| 12. | Monkey Business (Prins Thomas Diskomiks) | - Tennant - Lowe - Price     | 8:45 |

- L'édition spéciale comporte un second CD présentant la même liste de titres que l'édition standard en version instrumentale[6].

## Classements hebdomadaires
| Classement (2020)                         | Meilleure place |
| ----------------------------------------- | --------------- |
| Allemagne (Media Control AG)              | 3               |
| Australie (ARIA)                          | 8               |
| Autriche (Ö3 Austria Top 40)              | 7               |
| Belgique (Flandre Ultratop)               | 21              |
| Belgique (Wallonie Ultratop)              | 5               |
| Canada (Canadian Albums Chart)            | 61              |
| Écosse (OCC)                              | 3               |
| Espagne (Promusicae)                      | 3               |
| États-Unis (Billboard 200)                | 100             |
| États-Unis (Dance/Electronic Albums)      | 1               |
| Finlande (Suomen virallinen lista)        | 23              |
| France (SNEP)                             | 72              |
| Irlande (Irish Albums Chart)              | 20              |
| Italie (FIMI)                             | 44              |
| Norvège (VG-lista)                        | 39              |
| Pays-Bas (Mega Album Top 100)             | 30              |
| Portugal (AFP)                            | 20              |
| Royaume-Uni (UK Albums Chart)             | 3               |
| Royaume-Uni (UK Independent Albums Chart) | 1               |
| Suède (Sverigetopplistan)                 | 15              |
| Suisse (Schweizer Hitparade)              | 6               |